# 2008 en Nouvelle-Zélande
Cet article présente les faits marquants de l'année 2008 en Nouvelle-Zélande.

## Évènements

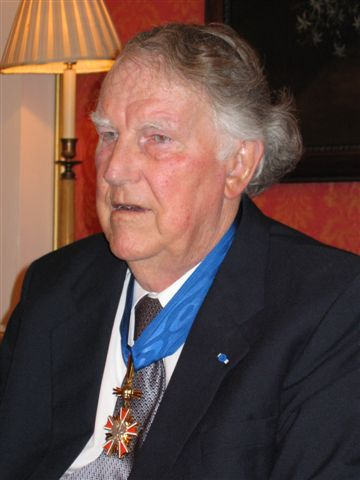
Edmund Hillary en juin 2004 (1919-2008) Vainqueur de l'Everest

- Vendredi 11 janvier 2008 : mort à Auckland de Edmund Hillary (88 ans), premier vainqueur de l'Everest, le 29 mai 1953.
- novembre : Élections législatives.

- Mardi 25 novembre 2008 : un séisme sous-marin de magnitude 6 a eu lieu au large des îles Kermadec, à un millier de kilomètres au nord de la Nouvelle-Zélande. Ces îles sont situées sur la « ceinture de feu du Pacifique », jonction de plusieurs plaques tectoniques.

- 8 novembre 2008 : élections législatives. Le premier ministre sortant, Helen Clark, est battue par John Key.

- Jeudi 25 novembre 2008 : un avion Airbus A320 d'Air New Zealand s'abîme en mer au large de Saint-Cyprien plage (France) au cours d'un vol de révision.

- Mardi 30 décembre 2008 : un Boeing 747 d'Air New Zealand a testé pour la première fois, sur un de ses quatre moteurs, un nouveau mélange de kérosène et de biocarburant qualifié de « deuxième génération » composé à 50 % de diester tiré d'huile de jatropha. Parti de l'aéroport international d'Auckland, le gros-porteur y est revenu sans encombre après un vol expérimental de deux heures[1].